# Лавина на Джомолунгме (2014)
18 апреля 2014 года на ледопаде Кхумбу (гора Джомолунгма, Непальская часть) произошёл сход лавины, в результате которого 16 человек погибли и 9 получили ранения.

## Предыстория

### Условия работы проводников на Джомолунгме
Работа горного проводника на Джомолунгме является одной из самых желанных и высокооплачиваемых в Непале, при ограниченности других экономических возможностей для жителей этой страны. Обычная плата горному проводнику на Джомолунгме составляет 125 долларов США с каждого альпиниста за одно восхождение; за сезон горный проводник зарабатывает в среднем 5000 $ — при том, что средняя годовая зарплата в Непале составляет 700 $. Всего на Джомолунгме работает от 350 до 450 горных проводников, большинство из них — шерпы.
Эта работа была и остаётся тяжёлой и опасной даже для самых опытных специалистов. Так, в 2013 году погибли восемь человек, включая одного из самых опытных проводников-шерпов. А в списке погибших при восхождении на Джомолунгму граждан Непала больше, чем граждан любой другой страны.
В последние несколько лет иностранные туристы и альпинисты начали брать с собой своих гидов, что вызвало определённую напряжённость и конфликты в отношениях с местными.

### Опасения насчёт маршрута через Ледопад Кхумбу
Многочисленные нестабильные блоки льда (сераки) встречаются повсюду на Ледопаде Кхумбу и нависают над ним. Поэтому альпинисты стараются пройти этот участок пути как можно быстрее; обычно через ледопад идут ранним утром, до того, как температура воздуха начнёт повышаться, что может вызвать подвижку льда. Горным проводникам приходится каждый год искать и обустраивать для восходителей новые маршруты через ледопад, потому что ледники движутся и обстановка регулярно меняется.
Весной 2012 года Рассел Брайс, владелец успешной туристической компании «Himalayan Experience Ltd.» (занимающейся организацией восхождений на Джомолунгму), решил отменить запланированные восхождения, потому что опасался за их безопасность. Его беспокоила стабильность 300-метрового ледникового барьера (англ. ice cliff/ice bulge) на западном плече Джомолунгмы. Этот лёд мог обрушиться и представлял серьёзную угрозу для всех проходящих через Ледопад Кхумбу.
«Когда я увидел, как около 50 человек идут под этим ледовым барьером одновременно, — прокомментировал ситуацию Рассел Брайс, — это просто испугало меня».
Альпинист Алан Арнетт (Alan Arnette) сообщил, что этот опасный ледовый выступ был известен уже много лет и почти каждый сезон часть льда из него обрушивалась на Ледопад Кхумбу. И добавил: «В 2012 году это чуть не накрыло многих восходителей».
По словам Джона Кракауэра, лавина 2014 года сошла оттого, что от ледового выступа откололся кусок льда «размером с особняк на Беверли-Хиллс».

## Лавина
Лавина сошла по ледопаду Кхумбу в той его части, которая зовётся «Золотые ворота» и «Поле попкорна», недалеко от Базового лагеря Джомолунгмы на высоте примерно 5800—5900 метров над уровнем моря в 6 часов 45 минут утра по местному времени (01:00 UTC). В этом месте над поверхностью возвышается несколько крупных сераков, поэтому альпинисты стараются пройти это место быстро и рано утром, пока не поднялась температура воздуха.
Но в этот раз один из тех сераков откололся от ледового массива на склонах западного плеча Джомолунгмы, расположенного над Ледопадом Кхумбу, и упал на ледопад — что и вызвало сход лавины.
В последующие дни ещё несколько лавин сошли недалеко от места схода первой лавины.

## Погибшие и пострадавшие
| Мингма Нуру Шерпа Mingma Nuru Sherpa        |
| Доржи Шерпа Dorji Sherpa                    |
| Анг Чири Шерпа Ang Tshiri Sherpa            |
| Нима Шерпа Nima Sherpa                      |
| Пхурба Онгьял Шерпа Phurba Ongyal Sherpa    |
| Лакпа Тенжинг Шерпа Lakpa Tenjing Sherpa    |
| Чхиринг Онгчу Шерпа Chhiring Ongchu Sherpa  |
| Доржее Кхатри Dorjee Khatri                 |
| Тхен Доржее Шерпа Then Dorjee Sherpa        |
| Пхур Темба Шерпа Phur Temba Sherpa          |
| Пасанг Карма Шерпа Pasang Karma Sherpa      |
| Асман Таманг Asman Tamang                   |
| Тенцинг Чоттар Шерпа Tenzing Chottar Sherpa |
| Анкажи Шерпа Ankaji Sherpa                  |
| Пем Тенжи Шерпа Pem Tenji Sherpa            |
| Аш Бахадур Гурунг Ash Bahadur Gurung        |

Группа в тот день состояла из 25 человек, большинство из которых были шерпы-проводники, которые крепили верёвки, подготавливая переход к Южному седлу для иностранных туристов-альпинистов в преддверии начала сезона. В результате схода лавины 16 человек из группы погибли (тела 13 из них были найдены в течение первых двух суток, поиски остальных трёх тел отложили из-за плохих погодных условий: предположительно они погребены под слоем снега и льда толщиной 60—70 метров) и 9 были спасены с ранениями (трое из них попали в реанимацию).
Четверо погибших были шерпами из района Солукхумбу Непала. Все погибшие были гражданами Непала; ни один иностранец не погиб от этой лавины. По словам альпиниста Тима Риппела (Tim Rippel), пострадавшие передвигались медленно и несли на себе большой груз «оборудования, палаток, примусов, кислородных баллонов и других вещей для снабжения лагерей», и как раз в это время сошла лавина. Гиды начали путь рано утром, но задержались из-за плохих условий восхождения.
Неподалёку от них находилась съёмочная группа будущего фильма «Эверест», который вышел на экраны в 2015 году. Из съёмочной группы никто не пострадал, а участвовавшие в съёмках шерпы помогли пострадавшим от лавины. Всего в поисково-спасательной команде работало девять шерпов и трое иностранцев.
По количеству погибших на Джомолунгме 2014 год превзошёл 1996 год, до того считавшийся самым смертоносным в истории восхождений на эту вершину. Но весной следующего года в результате катастрофического землетрясения в Непале, вызвавшего сход лавин, этот печальный рекорд был снова побит.

### Discovery Channel
Пятеро из погибших шерпов работали на Discovery Channel: известный экстремал Джоби Огвин планировал 11 мая 2014 года совершить прыжок с самой высокой горы мира в прямом эфире; после трагедии эти планы были отменены. Вместо этого телеканал заявил, что планирует снять документальный фильм об этой трагедии, который зрители увидели уже 4 мая 2014 года. Также компания Discovery заявила, что внесёт свой денежный вклад в «Американо-гималайский фонд помощи семьям шерпов» (англ. American Himalayan Foundation Sherpa Family Fund), который окажет дополнительную поддержку семьям погибших под лавиной.

## Реакция
Риппел сообщил, что «здесь, в базовом лагере, каждый был потрясён случившимся». Некоторые из альпинистов немедленно собрали свои вещи и ушли.
Семьи погибших получили по 10 000 долларов США по полису обязательного медицинского страхования, ещё по 40 000 рупий (ок. $400) добавило Правительство Непала. Столь смехотворная компенсация от правительства вызвала негодование «Ассоциации альпинистов Непала» (англ. Nepal Mountaineering Association): поначалу они потребовали по 10 000 долларов семьям погибших, раненых и пропавших без вести, а затем удвоили эту сумму и потребовали возвести мемориал в память жертв и компенсировать расходы на лечение раненых. Потом последовало требование не только выплат пострадавшим, но и гарантированной компенсации упущенных доходов другим горным проводникам в случае отмены сезона восхождений, которое было отвергнуто властями Непала. 22 апреля стало известно, что шерпы-проводники заявили об отказе работать в сезоне-2014 в знак протеста против малой денежной компенсации жертвам трагедии и слабой спасательной операции. Судьба 334 разрешений на восхождение, каждое стоимостью по 10 000 долларов, оставалась неясной.
21 апреля восемь погибших были торжественно пронесены через Катманду, а затем кремированы по буддийскому религиозному обряду.
23 апреля правительство Непала заявило, что семьи погибших получат от него дополнительно по полмиллиона рупий (ок. $5100).
24 апреля почти все экспедиции решили отказаться от восхождения на Джомолунгму. Из 600 альпинистов в Базовом лагере осталось только 50 или 40.
После происшествия президент «Ассоциации альпинистов Непала» Анг Церинг Шерпа (Ang Tsering Sherpa) предложил установить лавинозащитные барьеры (англ. avalanche-prevention barriers), подобные тем, что используются на европейских горнолыжных курортах. Он сказал: «Мы должны… принять некоторые превентивные меры, учась на примере развитых стран, в которых для предотвращения лавин устанавливают различные деревянные или бетонные заграждения, чтобы помочь обеспечить безопасность».

## Возобновление восхождений
23 мая отдельное восхождение совершила 41-летняя китайская бизнес-вумен Ван Цзин (Wang Jing), экспедиция которой шла на установление нового мирового рекорда: побывать на высочайших вершинах всех семи континентов и на обоих географических полюсах Земли. Ранее запланированное восхождение на Джомолунгму сорвалось из-за забастовки шерпов, и Ван Цзин вернулась в Катманду. Однако вскоре она снова тайно прибыла на Джомолунгму вместе с пятью шерпами, которые никогда ранее не восходили на эту гору. Ван перелетела Ледопад Кхумбу на вертолёте, доставившем её сразу в Лагерь II, на высоту 21000 футов (6400 м) над уровнем моря. Её восхождение было потом официально признано министром туризма Непала, что вызвало негодование многих ведущих альпинистов. Ван Цзин обвинили в обмане и в очередном снижении уровня покорителей Джомолунгмы в процессе дальнейшей коммерциализации восхождений. В альпинистском сообществе возникли разногласия по поводу того, можно ли признавать такие «облегчённые» с помощью авиации восхождения в качестве альпинистских достижений или рекордов.
25 мая был установлен новый рекорд: на вершину Джомолунгмы поднялась Пурна Малаватх из Индии, которой в то время было 13 лет и 11 месяцев. Она оказалась самой молодой из девушек, когда-либо побывавших там.
27 мая первая в 2014 году регулярная группа взошла на вершину Джомолунгмы.

## Новый маршрут восхождений
В феврале 2015 года власти Непала объявили, что вместо прежнего маршрута по левой стороне ледопада Кхумбу будет оборудован новый, проходящий посередине ледопада. Директор Департамента туризма Правительства Непала Туласи Прасад Гаутам заявил: «В связи с прошлогодней лавиной, мы постараемся сделать восхождения на Джомолунгму немного более безопасными, избегая прежнего маршрута».

## Факты по теме
- За один подъём на Джомолунгму шерп зарабатывает всего 125 долларов США[1]. Каждый год проводниками до вершины работают 350—450 шерпов, за сезон (который длится лишь два месяца)[1] каждый из них зарабатывает до 5000 долларов, при том что средний доход непальца составляет около 700 долларов в год[9].
- За 2013 год на Джомолунгме погибли 8 человек; более 500 человек благополучно достигли её вершины[14].
- Всего за документированную историю на Джомолунгме погибли более 250 человек, но этот случай 2014 года стал самым катастрофичным[1] вплоть до землетрясения на Джомолунгме в 2015 году. До него печальный рекорд удерживала снежная буря в 1996 году — тогда одновременно погибли восемь альпинистов-иностранцев, двое были ранены.